# Baiami tegenarioides
Espèce
Synonymes
- Epimecinus tegenarioides Simon, 1908

Baiami tegenarioides est une espèce d'araignées aranéomorphes de la famille des Desidae.

## Distribution
Cette espèce est endémique du South West en Australie-Occidentale,.

## Description
La carapace des mâles mesure de 5,65 à 6,12 mm de long sur 4,20 à 4,36 mm de large, son abdomen de 5,00 à 5,50 mm de long. La carapace des femelles mesure de 5,75 à 7,36 mm de long sur 3,90 à 5,01 mm de large, son abdomen de 5,80 à 11,50 mm de long.

## Publication originale
- Simon, 1908 : Araneae. 1re partie. Die Fauna südwest-Australiens. Jena, vol. 1, no 12, p. 359-446 (texte intégral).